# Calci sulfit
Calci sunfit, hay còn được gọi với cái tên khác là calci sunphit là một hợp chất hóa học, muối calci của sulfite với công thức hóa học được quy định là CaSO3.x(H2O). Hai dạng tinh thể được biết đến là hemihydrat và tetrahydrat, tương ứng với công thức hóa học của chúng là CaSO3.0,5H2O và CaSO3.4H2O. Tất cả các dạng của hợp chất này đều tồn tại dưới dạng chất rắn màu trắng. Điều đáng chú ý nhất của hợp chất này là nó là sản phẩm của quá trình khử lưu huỳnh bằng khí thải.

## Sử dụng

### Tường khô
Calci sunfit được tạo ra như là một chất trung gian trong quá trình sản xuất thạch cao, và là thành phần chính của vách thạch cao. Một căn nhà điển hình ở Hoa Kỳ có tới 7 tấn tấm tường khô bằng thạch cao.

### Phụ gia thực phẩm
Là một phụ gia thực phẩm, hợp chất này được sử dụng làm chất bảo quản, với số hiệu E226. Cùng với các chất sunfit chống oxy hóa khác, nó thường được sử dụng để bảo quản rượu vang, rượu táo, nước trái cây, trái cây và rau đóng hộp. Các hợp chất sunfit là chất khử mạnh trong dung dịch, chúng hoạt động như các chất chống oxy hóa oxy để bảo quản thực phẩm, tuy nhiên cần ghi nhãn vì một số người có thể bị quá mẫn cảm với hợp chất thành phần này.